# Келебердянська волость
Келебердянська волость — адміністративно-територіальна одиниця Кременчуцького повіту Полтавської губернії з центром у містечку Келеберда.
Старшинами волості були:
- 1900 року Василь Никифорович Сторчик[1];
- 1904 року Спиридон Васильович Булах[2];
- 1913—1915 роках Сергій Олексійович Піддубний[3][4].

## Розподіл земель та жителів
Згідно джерела  "Волости и важнейшие селения Европейской России" показники волості на 1885 рік: 

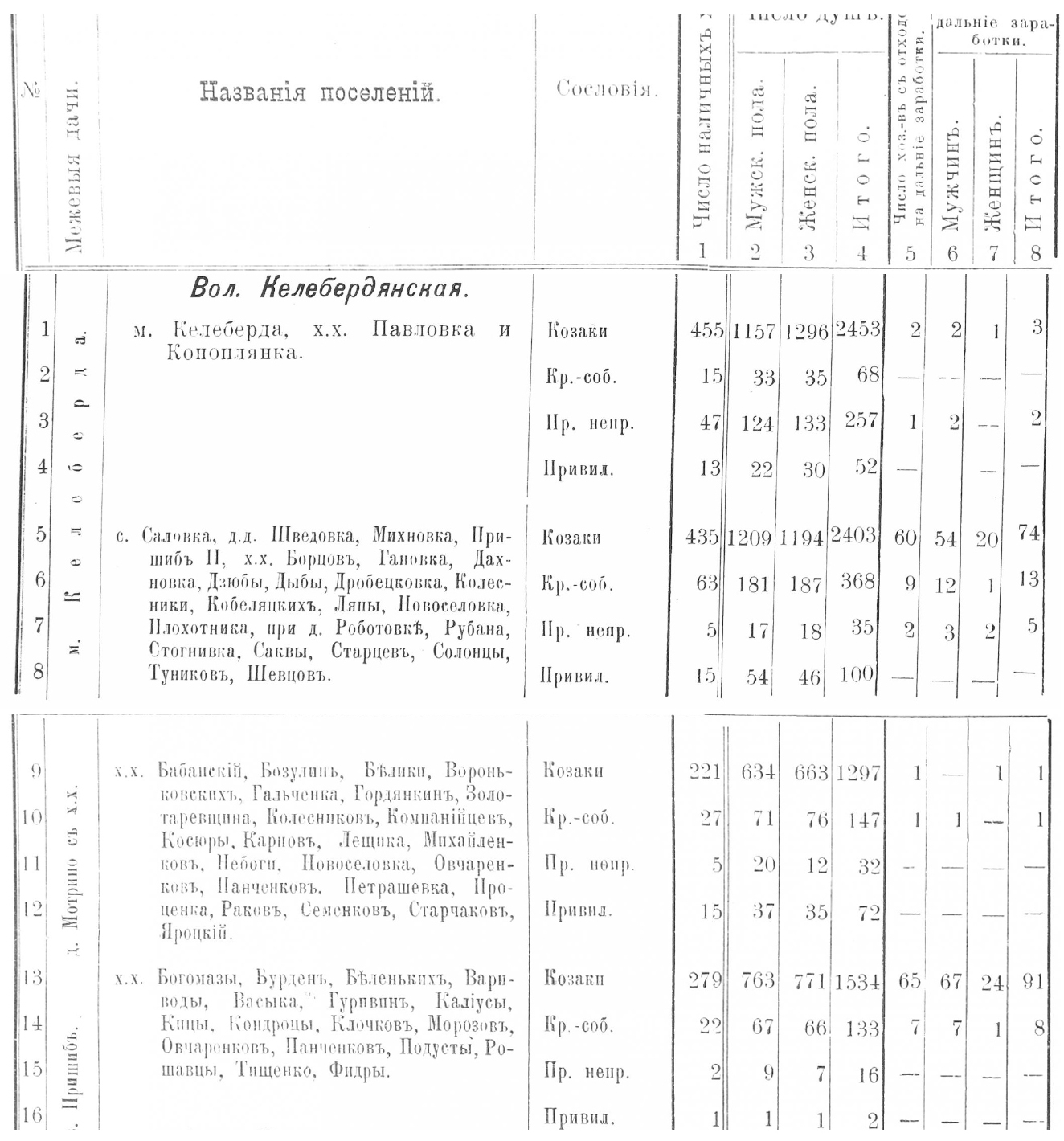
Келебердянська волость станом на 1900 р.

| В складі волості    | В складі волості | В складі волості | В складі волості | В складі волості       | В складі волості      | В складі волості      | В складі волості          | В складі волості          | В районі                  | В районі                  | В районі                  | В районі                  | В районі                  | В районі                  | В районі                  | В районі                  | В межах волосної території | В межах волосної території | В межах волосної території | В межах волосної території |
| Число               | Число            | Число            | Число            | Населення              | Населення             | Населення             | Кількість землі (десятин) | Кількість землі (десятин) | Кількість землі (десятин) | Кількість землі (десятин) | Кількість землі (десятин) | Кількість землі (десятин) | Кількість землі (десятин) | Кількість землі (десятин) | Кількість землі (десятин) | Кількість землі (десятин) | Кількість землі (десятин)  | Кількість землі (десятин)  | Населення                  | Населення                  |
| сільських товариств | общин            | поселень         | дворів           | за ревізією(чол.статі) | За сімейними списками | За сімейними списками | У селянських володіннях   | У селянських володіннях   | В приватній власності     | В приватній власності     | надільної                 | надільної                 | казенної                  | казенної                  | іншої                     | іншої                     | всій                       | орної                      | чол.статі                  | жіночої статі              |
| сільських товариств | общин            | поселень         | дворів           | за ревізією(чол.статі) | чол.статі             | жіночої статі         | всій                      | орної землі               | всій                      | орної землі               | всій                      | орної                     | всій                      | орної                     | всій                      | орної                     | всій                       | орної                      | чол.статі                  | жіночої статі              |
| 8                   | 8                | 38               | 1242             | 2770                   | 3297                  | 3708                  | 5091                      | 4512                      | 3436                      | 2181                      | -                         | -                         | 629                       | -                         | 132                       | 92                        | 9288                       | 6785                       | 3434                       | 3852                       |

## Список населених пунктів
Найважливіші поселення за описом 1885 року:
- Келеберда -  містечко в минулому державне, при річці Дніпро, дворів - 184, жителів - 920, волосне правління, 4 церковно-парафіяльні школи,  3 постоялих двори, 13 лавок, 17 млинів, базар, 4 ярмарки.
- Коноплянка - хутор, в минулому державний, при річці Дніпро, дворів - 114, жителів - 600, 5 - вітряних млинів.
- Салівка - хутор, в минулому державний, при річці Кобелячок, дворів - 103, жителів - 550, постоялий двір.

Згідно "Списку населених пунктів Полтавської губернії станом на 1910 рік" до Келебердянської волості входило:
1. Бабанський х., Келебердянська волость
2. Бабці х., Келебердянська волость
3. Базавлуки х., Келебердянська волость
4. Біленький х., Келебердянська волость
5. Богомази х., Келебердянська волость
6. Боцули х., Келебердянська волость
7. Бурдій х., Келебердянська волость
8. Вариводи х., Келебердянська волость
9. Васики х., Келебердянська волость
10. Верби х., Келебердянська волость
11. Вовків (Вовківка) х., Келебердянська волость
12. Воронківка х., Келебердянська волость
13. Гапонівка х., Келебердянська волость
14. Гарагулі х., Келебердянська волость
15. Городянки х., Келебердянська волость
16. Гужвине д., Келебердянська волость
17. Гурини х., Келебердянська волость
18. Дахнівка х., Келебердянська волость
19. Дзюби х., Келебердянська волость
20. Диби х., Келебердянська волость
21. Дробецького х., Келебердянська волость
22. Калорин х., Келебердянська волость
23. Карпенки хх., Келебердянська волость
24. Келеберда м-ко, Келебердянська волость
25. Киці х., Келебердянська волость
26. Клочки х., Келебердянська волость
27. Кобеляцькі хх., Келебердянська волость
28. Колесники х., Келебердянська волость
29. Компанійці х., Келебердянська волость
30. Коноплянка х., Келебердянська волость
31. Кулиуші х., Келебердянська волость
32. Лещенки х., Келебердянська волость
33. Ляпин х., Келебердянська волость
34. Махнівка д., Келебердянська волость
35. Михайленки х., Келебердянська волость
36. Морози (Номинаси) х., Келебердянська волость
37. Небоги х., Келебердянська волость
38. Носулі х., Келебердянська волость
39. Овчаренка х., Келебердянська волость
40. Павлівка х., Келебердянська волость
41. Панкеїв х., Келебердянська волость
42. Панченка х., Келебердянська волость
43. Петрашівка х., Келебердянська волость
44. Піддубні х., Келебердянська волость
45. Плахотники х., Келебердянська волость
46. Подусти х., Келебердянська волость
47. Проценка х., Келебердянська волость
48. Раки х., Келебердянська волость
49. Сакви х., Келебердянська волость
50. Салівка х., Келебердянська волость
51. Святодухи х., Келебердянська волость
52. Семенки х., Келебердянська волость
53. Стогніївка х., Келебердянська волость
54. Стороженка х., Келебердянська волость
55. Сторожі х., Келебердянська волость
56. Тищенка х., Келебердянська волость
57. Фидрі х., Келебердянська волость
58. Чемериси х., Келебердянська волость
59. Шведівка д., Келебердянська волость
60. Шевці х., Келебердянська волость
61. Шинделі х., Келебердянська волость
62. Яроцький х., Келебердянська волость